# マンディング諸語
マンディング諸語（マンディングしょご、英: Manding languages）は、マンデ語派に属する言語グループである。主にマンディンカ族に話され、話者数においてマンデ語派の大部分を構成する。代表的な言語としては、バンバラ語（マリ共和国の公用語）、ジュラ語、マニンカ語、マンディンカ語などが挙げられ、いずれも国境をまたいで分布している。マンディンカ諸語は方言連続体であり、諸変種は一般的に相互理解可能であるとみなされている（ただし、これは相手の言語変種への接触経験や精通度にもよる）。
種々の方言の複雑な境界を考慮して「マンディング語」を複数の方言を持つ単一の言語とみなすこともあれば、「マンディング諸語」を一連の言語グループとみなすこともある。現代の学術的なシーンでは、一般的に後者の立場が取られる。

## 名称
「マンディング」という名称は、歴史的にマリ帝国揺籃の地である"Mande"に「～人」を意味する接尾辞"-ka"を付けた形"Mandenka（マンデ人）"に由来する。ポルトガルの航海士らが、今日のガンビア、カザマンス、ギニアビサウ、またはギニアはコナクリに相当する沿岸地域で、この言語と話者を大雑把に"Mandenka"と呼んだのが始まりである。その後、イングランドの商船隊が "Mandingo"（同義）という名称を広めた。この名称をリベリアとシエラレオネの人々に伝えたのが彼らであることは明確である。フランス語における最初の使用は、17世紀の "Vocabulaires Guiolof, Mandingue, Foule, Sarakolé, Séraire, Bagnon et Floue" と銘打たれた文章である。
これらの言語を学術的に説明する試みは、ドイツ人宣教師ジギスムント・ケレ著（1854）「アフリカの多言語」に端を発する。彼は「北西高地スーダン語」「Mandenga」などと銘打って13の言語について言及した。本書において彼は「マンデ」という用語（ここでは文化に関する文脈）を導入したが、明らかな異分析（Mandenkaの"n"を接尾辞の一部と誤認しているが、先述の通りManden-kaという語構成である）が見られるなど、その記述は必ずしも正しいものではなかった。
その後も「マンデ」という術語が消えることはなく、しばしば「マンディング」と同様の意味において使用された。1901年、フランスの言語学者モリス・ドゥラフォスが "Essai de manuel pratique de la langue mandé ou mandingue"（マンデ語またはマンディング語の実用的手引きの随筆）を出版し、マンデ語派の近代的分類の基礎を成した。その後、彼はマンディング語と称するグループの特殊性を見出し、"Haut Sénégal Niger"（高地セネガル・ニジェール）執筆以降の立場を大きく変化させた。1929年、彼は "La Langue mandingue et ses dialectes : malinké, bambara, dioula"（マンディング語とその方言：マニンカ変種、バンバラ変種、ジュラ変種）を出版し、フランス語圏における「マンデ語」と「マンディング語」の区分の確立を果たした。まず、近縁言語をグループとしてまとめ、次に、均質性が認められるサブグループごとに分割した。
20世紀後半、言語学者は「マンディング」の更に正確な定義を目指した。基礎語彙集スワデシュ・リストの使用するといった科学的手法を使用し、これにより、その言語がマンディング語に属するか否か厳密に判定できるようになった。この方法でまとめられた言語群は新たに"Mandenkan"と呼ばれ、より広範な語族を表す名称が必要な場合、多くの場合"Manden"ないし"Manding"(時として"Mande"は言語名、"Manding"は話者を指す用語として区別)が用いられることとなった。

## 分布・使用状況

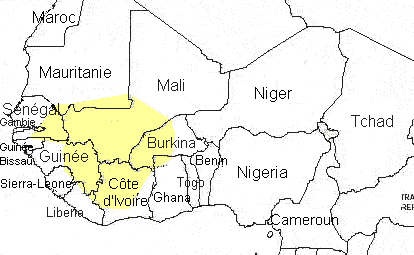
マンディング諸語の分布

ブルキナファソ、セネガル、ギニアビサウ、ギニア、シエラレオネ、マリ、リベリア、コートジボワール、ガンビアに、910万人の話者が存在する。
このグループに属する主な言語としては、マリ共和国で話されるバンバラ語、主にガンビアで話されるマンディンカ語、ギニアとマリで話されるマニンカ語、コートジボワールやブルキナファソで貿易言語として用いられるジュラ語がある。
前述の通り、これらの言語はいずれも相互理解が可能であり、典型的な方言連続体を形成する。
ンコ文字の開発（後述）以降は諸々の書記活動も盛んに行われており、マンディング諸語の共通語として「ンコ語」が広く用いられている。
マンディング諸語
- 西部マンディング諸語
  - カソンケ語 (マリ、セネガル)
  - マンディンカ語 (セネガル、ガンビア、ギニアビサウ)
  - キタ・マニンカ語 (マリ（キタ州）)　※北マニンカ語ではない。
  - ジャハンカ語 (ギニア、セネガル、ガンビア、マリ（一部方言のみ）)
- 東部マンディング諸語
  - マルカ語(ブルキナファソ、マリ)
  - マニンカ語 (ギニア、マリ、コートジボワール)
  - ボロン語 (ブルキナファソ)
  - バンバラ・ジュラ語 (ブルキナファソ、マリ、コートジボワール)
    - バンバラ語
    - ジュラ語

## 言語系統

### 上位分類
マンデ語派（またはマンデ語族）に分類される。マンデ語派は、より大きなニジェール・コンゴ語族に含まれる可能性が指摘されているが、アカデミックな合意には至っていない。マンディング諸語は、マンデ語派の中でも中央マンデ語派と呼ばれるサブグループに属するとされる。

### 近縁の言語
モコレ諸語（クランコ語、ミヒフォレ語、カカベ語、レレ語）はマンディング諸語にほど近く、これと合わせてマンディング・モコレ諸語と呼ばれる。また、次いでヴァイ・コノ諸語（ヴァイ語、コノ語）も近く、これらと共にマンディング・ヴァイ諸語、あるいは大マンディング諸語とも呼ばれ、中央マンデ語派の屋台骨の一角を担っている。
|          | Jeli語、Jalkunan語                                 |
|          |                                                    |
| Jɔgɔ諸語 | \| \| Ligbi語 \| \| \| \| \| \| Kpee語 \| \| \| \| |
|          | \| \| Ligbi語 \| \| \| \| \| \| Kpee語 \| \| \| \| |
|          | Ligbi語                                            |
|          |                                                    |
|          | Kpee語                                             |
|          |                                                    |

|  | Ligbi語 |
|  |         |
|  | Kpee語  |
|  |         |

|                          | ヴァイ語・Kɔnɔ語                                                                                                   |
|                          | |
| マンディング・モコレ諸語 | \| \| Mokole諸語（Kakabe語、Kuranko語、ギニアのLele語、Mixifore語） \| \| \| \| \| \| マンディング諸語 \| \| \| \| |
|                          | \| \| Mokole諸語（Kakabe語、Kuranko語、ギニアのLele語、Mixifore語） \| \| \| \| \| \| マンディング諸語 \| \| \| \| |
|                          | Mokole諸語（Kakabe語、Kuranko語、ギニアのLele語、Mixifore語）                                                      |
|                          | |
|                          | マンディング諸語                                                                                                   |
|                          | |

|  | Mokole諸語（Kakabe語、Kuranko語、ギニアのLele語、Mixifore語） |
|  |                                                               |
|  | マンディング諸語                                              |
|  |                                                               |

|          | Jeli語、Jalkunan語                                 |
|          |                                                    |
| Jɔgɔ諸語 | \| \| Ligbi語 \| \| \| \| \| \| Kpee語 \| \| \| \| |
|          | \| \| Ligbi語 \| \| \| \| \| \| Kpee語 \| \| \| \| |
|          | Ligbi語                                            |
|          |                                                    |
|          | Kpee語                                             |
|          |                                                    |

|  | Ligbi語 |
|  |         |
|  | Kpee語  |
|  |         |

|                          | ヴァイ語・Kɔnɔ語                                                                                                   |
|                          | |
| マンディング・モコレ諸語 | \| \| Mokole諸語（Kakabe語、Kuranko語、ギニアのLele語、Mixifore語） \| \| \| \| \| \| マンディング諸語 \| \| \| \| |
|                          | \| \| Mokole諸語（Kakabe語、Kuranko語、ギニアのLele語、Mixifore語） \| \| \| \| \| \| マンディング諸語 \| \| \| \| |
|                          | Mokole諸語（Kakabe語、Kuranko語、ギニアのLele語、Mixifore語）                                                      |
|                          | |
|                          | マンディング諸語                                                                                                   |
|                          | |

|  | Mokole諸語（Kakabe語、Kuranko語、ギニアのLele語、Mixifore語） |
|  |                                                               |
|  | マンディング諸語                                              |
|  |                                                               |

|          | Jeli語、Jalkunan語                                 |
|          |                                                    |
| Jɔgɔ諸語 | \| \| Ligbi語 \| \| \| \| \| \| Kpee語 \| \| \| \| |
|          | \| \| Ligbi語 \| \| \| \| \| \| Kpee語 \| \| \| \| |
|          | Ligbi語                                            |
|          |                                                    |
|          | Kpee語                                             |
|          |                                                    |

|  | Ligbi語 |
|  |         |
|  | Kpee語  |
|  |         |

|                          | ヴァイ語・Kɔnɔ語                                                                                                   |
|                          | |
| マンディング・モコレ諸語 | \| \| Mokole諸語（Kakabe語、Kuranko語、ギニアのLele語、Mixifore語） \| \| \| \| \| \| マンディング諸語 \| \| \| \| |
|                          | \| \| Mokole諸語（Kakabe語、Kuranko語、ギニアのLele語、Mixifore語） \| \| \| \| \| \| マンディング諸語 \| \| \| \| |
|                          | Mokole諸語（Kakabe語、Kuranko語、ギニアのLele語、Mixifore語）                                                      |
|                          | |
|                          | マンディング諸語                                                                                                   |
|                          | |

|  | Mokole諸語（Kakabe語、Kuranko語、ギニアのLele語、Mixifore語） |
|  |                                                               |
|  | マンディング諸語                                              |
|  |                                                               |

|          | Jeli語、Jalkunan語                                 |
|          |                                                    |
| Jɔgɔ諸語 | \| \| Ligbi語 \| \| \| \| \| \| Kpee語 \| \| \| \| |
|          | \| \| Ligbi語 \| \| \| \| \| \| Kpee語 \| \| \| \| |
|          | Ligbi語                                            |
|          |                                                    |
|          | Kpee語                                             |
|          |                                                    |

|  | Ligbi語 |
|  |         |
|  | Kpee語  |
|  |         |

|                          | ヴァイ語・Kɔnɔ語                                                                                                   |
|                          | |
| マンディング・モコレ諸語 | \| \| Mokole諸語（Kakabe語、Kuranko語、ギニアのLele語、Mixifore語） \| \| \| \| \| \| マンディング諸語 \| \| \| \| |
|                          | \| \| Mokole諸語（Kakabe語、Kuranko語、ギニアのLele語、Mixifore語） \| \| \| \| \| \| マンディング諸語 \| \| \| \| |
|                          | Mokole諸語（Kakabe語、Kuranko語、ギニアのLele語、Mixifore語）                                                      |
|                          | |
|                          | マンディング諸語                                                                                                   |
|                          | |

|  | Mokole諸語（Kakabe語、Kuranko語、ギニアのLele語、Mixifore語） |
|  |                                                               |
|  | マンディング諸語                                              |
|  |                                                               |

日本語音写の定まっていない言語名は、対応する英語版Wikipediaの記事名に従って英語表記する。また、Lele語と称される無関係の言語が複数存在することに注意すべし。

## 分類
マンディング諸語間の相違と関係については、未だ研究途上である。加えて、その命名法は、アフリカの植民地化以前から、英語やフランス語話者にもたらされた単語と先住民の用語が混在しており、このことが状況は複雑にし、混乱を招いている。
1980年のGérard Galtierの研究によると、マンディング諸語は西マンディング諸語と東マンディング諸語の2グループに大別される。これらは主に音韻に基づいて分別される。特に母音体系が顕著に異なっており、西マンディング諸語は通常/a e i u o/の5母音を持つが、バンバラ語に代表される東マンディング諸語は/a ɛ e i u o ɔ/の7母音を持つ。両者の地理的境界はマリ共和国のキタ圏を走っている。

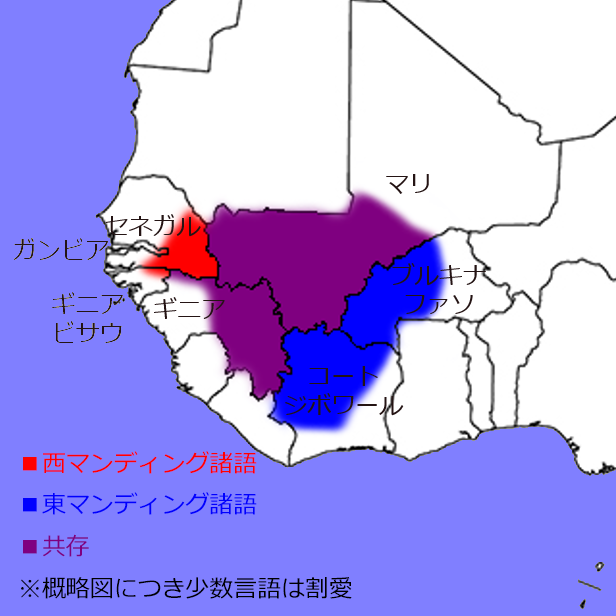

### 国際SILの見解に基づく樹形図
|  | マンディンカ語(mnk)   |
|  |                       |
|  | 西マニンカ語(mlq)     |
|  |                       |
|  | カソンケ語(kao)       |
|  |                       |
|  | ジャハンカ語(jad)     |
|  |                       |
|  | カゴロ語(xkg)         |
|  |                       |
|  | キタ・マニンカ語(mwk) |
|  |                       |

|  | バンバラ語(bam) |
|  |                 |
|  | ジュラ語(dyu)   |
|  |                 |

|                  | コニャンカ語(mku) |
|                  | |
|                  | サンカラン語(msc) |
|                  | |
|                  | 東マニンカ語(emk) |
|                  | |
|                  | マニャ語(mzj) |
|                  | |
| マニンカ・モリ語 | \| \| コロ語(kfo) \| \| \| \| \| \| コヤ語(kga) \| \| \| \| \| \| マホウ語(mxx) \| \| \| \| \| \| ウォロドゥグ語(jud) \| \| \| \| \| \| オディエンヌ・ジュラ語(jod) \| \| \| \| |
|                  | \| \| コロ語(kfo) \| \| \| \| \| \| コヤ語(kga) \| \| \| \| \| \| マホウ語(mxx) \| \| \| \| \| \| ウォロドゥグ語(jud) \| \| \| \| \| \| オディエンヌ・ジュラ語(jod) \| \| \| \| |
|                  | コロ語(kfo) |
|                  | |
|                  | コヤ語(kga) |
|                  | |
|                  | マホウ語(mxx) |
|                  | |
|                  | ウォロドゥグ語(jud) |
|                  | |
|                  | オディエンヌ・ジュラ語(jod) |
|                  | |

|  | コロ語(kfo)                 |
|  |                             |
|  | コヤ語(kga)                 |
|  |                             |
|  | マホウ語(mxx)               |
|  |                             |
|  | ウォロドゥグ語(jud)         |
|  |                             |
|  | オディエンヌ・ジュラ語(jod) |
|  |                             |

|  | バンバラ語(bam) |
|  |                 |
|  | ジュラ語(dyu)   |
|  |                 |

|                  | コニャンカ語(mku) |
|                  | |
|                  | サンカラン語(msc) |
|                  | |
|                  | 東マニンカ語(emk) |
|                  | |
|                  | マニャ語(mzj) |
|                  | |
| マニンカ・モリ語 | \| \| コロ語(kfo) \| \| \| \| \| \| コヤ語(kga) \| \| \| \| \| \| マホウ語(mxx) \| \| \| \| \| \| ウォロドゥグ語(jud) \| \| \| \| \| \| オディエンヌ・ジュラ語(jod) \| \| \| \| |
|                  | \| \| コロ語(kfo) \| \| \| \| \| \| コヤ語(kga) \| \| \| \| \| \| マホウ語(mxx) \| \| \| \| \| \| ウォロドゥグ語(jud) \| \| \| \| \| \| オディエンヌ・ジュラ語(jod) \| \| \| \| |
|                  | コロ語(kfo) |
|                  | |
|                  | コヤ語(kga) |
|                  | |
|                  | マホウ語(mxx) |
|                  | |
|                  | ウォロドゥグ語(jud) |
|                  | |
|                  | オディエンヌ・ジュラ語(jod) |
|                  | |

|  | コロ語(kfo)                 |
|  |                             |
|  | コヤ語(kga)                 |
|  |                             |
|  | マホウ語(mxx)               |
|  |                             |
|  | ウォロドゥグ語(jud)         |
|  |                             |
|  | オディエンヌ・ジュラ語(jod) |
|  |                             |

|  | マンディンカ語(mnk)   |
|  |                       |
|  | 西マニンカ語(mlq)     |
|  |                       |
|  | カソンケ語(kao)       |
|  |                       |
|  | ジャハンカ語(jad)     |
|  |                       |
|  | カゴロ語(xkg)         |
|  |                       |
|  | キタ・マニンカ語(mwk) |
|  |                       |

|  | バンバラ語(bam) |
|  |                 |
|  | ジュラ語(dyu)   |
|  |                 |

|                  | コニャンカ語(mku) |
|                  | |
|                  | サンカラン語(msc) |
|                  | |
|                  | 東マニンカ語(emk) |
|                  | |
|                  | マニャ語(mzj) |
|                  | |
| マニンカ・モリ語 | \| \| コロ語(kfo) \| \| \| \| \| \| コヤ語(kga) \| \| \| \| \| \| マホウ語(mxx) \| \| \| \| \| \| ウォロドゥグ語(jud) \| \| \| \| \| \| オディエンヌ・ジュラ語(jod) \| \| \| \| |
|                  | \| \| コロ語(kfo) \| \| \| \| \| \| コヤ語(kga) \| \| \| \| \| \| マホウ語(mxx) \| \| \| \| \| \| ウォロドゥグ語(jud) \| \| \| \| \| \| オディエンヌ・ジュラ語(jod) \| \| \| \| |
|                  | コロ語(kfo) |
|                  | |
|                  | コヤ語(kga) |
|                  | |
|                  | マホウ語(mxx) |
|                  | |
|                  | ウォロドゥグ語(jud) |
|                  | |
|                  | オディエンヌ・ジュラ語(jod) |
|                  | |

|  | コロ語(kfo)                 |
|  |                             |
|  | コヤ語(kga)                 |
|  |                             |
|  | マホウ語(mxx)               |
|  |                             |
|  | ウォロドゥグ語(jud)         |
|  |                             |
|  | オディエンヌ・ジュラ語(jod) |
|  |                             |

|  | バンバラ語(bam) |
|  |                 |
|  | ジュラ語(dyu)   |
|  |                 |

|                  | コニャンカ語(mku) |
|                  | |
|                  | サンカラン語(msc) |
|                  | |
|                  | 東マニンカ語(emk) |
|                  | |
|                  | マニャ語(mzj) |
|                  | |
| マニンカ・モリ語 | \| \| コロ語(kfo) \| \| \| \| \| \| コヤ語(kga) \| \| \| \| \| \| マホウ語(mxx) \| \| \| \| \| \| ウォロドゥグ語(jud) \| \| \| \| \| \| オディエンヌ・ジュラ語(jod) \| \| \| \| |
|                  | \| \| コロ語(kfo) \| \| \| \| \| \| コヤ語(kga) \| \| \| \| \| \| マホウ語(mxx) \| \| \| \| \| \| ウォロドゥグ語(jud) \| \| \| \| \| \| オディエンヌ・ジュラ語(jod) \| \| \| \| |
|                  | コロ語(kfo) |
|                  | |
|                  | コヤ語(kga) |
|                  | |
|                  | マホウ語(mxx) |
|                  | |
|                  | ウォロドゥグ語(jud) |
|                  | |
|                  | オディエンヌ・ジュラ語(jod) |
|                  | |

|  | コロ語(kfo)                 |
|  |                             |
|  | コヤ語(kga)                 |
|  |                             |
|  | マホウ語(mxx)               |
|  |                             |
|  | ウォロドゥグ語(jud)         |
|  |                             |
|  | オディエンヌ・ジュラ語(jod) |
|  |                             |

（括弧内はSILコード）

### 西マンディング諸語
このグループは、マリ共和国はキタより西側にあるマンディング系言語の総称である。先述の通り/a e i u o/の5母音体系である。Galtierは更に3系統の支流を想定した。

#### マンディンカ語
個性的であり、また文書化される機会が多く、広く普及している言語である。これはガンビアの主要な言語であり、カザマンス（セネガル南部）およびギニアビサウ東部で広く話されている。マンディンカ語に関する出版物はあまたあり、古くからヨーロッパ人との交流があるためである。フランス語では"Mandingue"、英語では"Mandingo"と呼ばれることが多く、混乱の惧れがある。

#### カソンケ語、西マニンカ語、ジャハンカ語
カソンケ語および西マニンカ語は、セネガル東部 (タンバクンダ、ケドゥグなど地域) とマリ西部 (カイ圏、バフーラベ圏、ケニエバ圏などの地域) で話されている。これらは非常に近く、問題なく相互理解可能であり、もっぱら社会言語学的理由により区別される。ジャハンカ語はセネガルのケドゥグ近郊で話される少数方言である。

#### キタ・マニンカ語[注釈 1]およびカゴロ語
キタ・マニンカ語キタ・マニンカ語はマリのキタ圏で話されている。カゴロ語は、ソニンケ語とバンバラ語の接触地帯に沿って散在しており、これら言語にゆるやかに置き換えられつつあり、危機に瀕する言語の一つに数えられる。
Galtierはこれら3つの支流が存在すると説明した。そして、これがさほど重要な指摘ではないと自ら言明した。

### 東部マンディング諸語
先述の通り/a ɛ e i u o ɔ/の7母音体系である。

#### バンバラ語およびジュラ語
バンバラ語（話者自称"Bamanankan"）はマリの主要言語であり、マンディング諸語の中で最大勢力を誇る。バンバラ語領域はマリの中央部を占める。バフーラベの東150kmから、バマコ、セグーをまたぎ、ジェンネ、モプティまで広がっている。多様な方言の他、主に大都市で話されている「現代バンバラ語」と呼ばれる標準語が存在する。また、ラジオやテレビといった放送で用いられる言語でもあり、辞書や学習環境、並びに重要な文献の存在もバンバラ語の覇権を補強している。現代バンバラは、マリンケ地方の端に位置するバマコ方言をベースとしている。それゆえ、他の諸々の方言よりもバマコ方言に近い。また、セネガル東部のダカール・バマコ鉄道沿線で使用されている「電車バンバラ語」と呼ばれる共通語は注目に値する。
ジュラ語という呼称が指す範囲は広い。コートジボワール北部とブルキナファソ西部には、民族間のリングア・フランカとして商人に話されているタグシカン（tagboussikan）と呼ばれるジュラ語がある。現代バンバラ語に非常に近く、ある側面ではその地域変種とみなせる。また、コートジボワールには、ジュラ語と通称される地域の方言が20以上存在する。マンディング諸語を比較する際には、ジュラ語の代表としてコン方言が用いられることが多い。コンの都市周辺の地域は、歴史的にジュラ語の故地とみなされている。他方、北西部の方言は様相を異にする。ギニアのマニンカ変種に近く、マンディング諸語内での位置付けや境界は明瞭でない。1999年の国際SILによる調査では、マホウ語、カニガ語、コヤガ語、オディエンネカ語、ボンドクカ語、コロ語、ウォロドゥグカ語が存在し、少なくとも5つの方言に区分されると結論付けられた。

#### 東マニンカ語
現在用いられている術語間に甚だしい混乱が存在するため、正確に定義するのが特に難しいグループである。マリンケ語はマリンケ族間の標準語となりつつある言語であり、ギニアのカンカン方言がベースとなっている。マリンケ語は、更に北でに位置するマンディング地方やワスル地方に住まうマリンケ族の言語と注目すべき類似性を示しており、これら諸方言を合わせて東マニンカ語と称してグループ化される。ただし、マリ変種は現代バンバラとの関連性が高い傾向があることに注意する必要がある。これは、バマコ（標準的なバンバラの起源の地）がマリンケ語とバンバラ語の勢力圏の境界線上に位置していることに因る。いくつかの研究では、カンカンの西および南東に位置する変種以外のマリンケ語を別の言語とみなすことがある。たとえば、サンカラン（ファラナ地域）、コニャンカ（ンゼレコレ地域）、そしてマニャ（ベイラ西部ならびにリベリア極北）の変種が区別される。また、コートジボワール北西部方言は伝統的にジュラ語との関連性が見出されてきた。この方言はジュラ語と多くの親近性を示しており、ジュラ語に含まれる可能性がある。

#### マルカ語およびボロン語
マルカ語 (またはダフィン語) は、ブルキナファソとマリの国境で話されている近接方言群の総称である。近年の分類ではジュラ語と区別されているが、ジュラ語と比較されることが多い。文献によっては、ブルキナファソの少数言語の一つであるボロン語も含むことがある。

## 音韻論
マンディング諸語は、音韻論的な2つの特徴に基づき他言語から区別される。
- 他言語における語頭/k/は、マンディング諸語の語頭/s/に対応する
- 他言語における語頭/s/は、マンディング諸語の/l/（バンバラ語では/d/）に対応する

次にいくつかの例を示す。
|            | マンディング諸語 | マンディング諸語 | マンディング諸語 | マンディング諸語 | その他の中央マンデ語派 | その他の中央マンデ語派 | その他の中央マンデ語派 |
|            | バンバラ語       | ジュラ語         | マニンカ語       | マンディンカ語   | クランコ語             | ヴァイ語               | スス語                 |
| 「道」     | síra             | síra             | síla             | síla             | kéla                   | kí'à                   | kíráà                  |
| 「寝転ぶ」 | dá               | lá               | lá               | láa              | sá                     | sá                     | sá                     |

マンディング諸語内の分類は、先述の通り、主に母音体系に基づいてなされる。多くの単語で、以下のような対応関係が確認される。
| 西マンディング諸語 | /i/ | /i/ | /e/ | /a/ | /o/ | /u/ | /u/ |
| 東マンディング諸語 | /i/ | /e/ | /ɛ/ | /a/ | /ɔ/ | /o/ | /u/ |

以下に具体例を挙げる。
|        | 西マンディング諸語 | 西マンディング諸語 | 東マンディング諸語 | 東マンディング諸語 | 東マンディング諸語 | 東マンディング諸語 | 東マンディング諸語 |
|        | マンディンカ語     | カソンケ語         | マニンカ語         | バンバラ語         | ジュラ語           | マホウ語           | マルカ語           |
| 「手」 | búlu               | búlu               | bólo               | bólo               | bóro               | ɓóő                | bòo                |
| 「１」 | kíliŋ              | kíliŋ              | kélḛ               | kélḛ               | kélen              | kée̋ŋ               | cḛ                 |

## 表記体系
マンディング語族の言語は口承の伝統が根強く、文字は存在しないと誤解されることもあるが、アラビア文字やラテン文字をマンディング諸語に適合させたものや、新興のンコ文字など、複数の表記方法が存在する。

### アラビア文字
イスラム教の伝来とともに当該地域に導入され、マンディング諸語用に適合された。これをアジャミ文字と呼び、現在でもマンディンカ語で広く用いられる。なお、アジャミ（عَجَم）はアラビア語で『外国の』を意味する。現在もマンディンカ語の転写に使用される。

### ラテン文字
ヨーロッパによる侵略以降、当該地域に導入された。独立後も、アフリカのさまざまな言語をラテン文字で公式に転写する必要性が生じた。
1966年、ユネスコの後援のもと、マリが首都バマコにて専門家会議が開催された。マンディング諸語担当のグループから提案されたアルファベットは、マンディング諸語の音韻体系に（地域変種差も考慮して）対応していることと、当該地域で利用可能な危機でタイプ入力および印刷ができることを念頭に置いて開発された。しかし、会議の提案は完全には守られず、その結果、マリ、コートジボワール、オートボルタ（現ブルキナファソ）、ギニア、ガンビア、セネガルの6つの異なる公式のラテン文字表記法が並立することとなった。
1978年、ニジェールが首都ニアメで再開催されたユネスコ会議において、「アフリカ参考アルファベット」が開発された。その主な目的は、「音素-書記素」の対応関係を統一して、ダイアクリティカルマーク (声調の表記に予約されている) の濫用を避けることにあった。その観点から、発音記号から流用されたいくつかの文字が導入された。マンディング諸語圏の多くの国が、この会議の勧告に合わせて公式表記法を調整した。
以下に具体例を羅列する：
- オートボルタ（現ブルキナファソ）：1979年2月2日のボルタ国語アルファベットを成文化する政令No. 79/055/PRES/ESRS 発効（ジュラ語対応）。
- コートジボワール：1979年、アビジャン応用言語学研究所がコートジボワール言語実用正書法を出版（ジュラ語対応）。
- マリ：1982年7月19日の政令第159号PG-RM により、国語転写アルファベットを制定（バンバラ語対応）。
- ギニア：1989年3月10日、ギニア言語の新しいアルファベットに関する法令第019/PRG/SGG（マニンカ語対応）
- セネガル：2005年10月21日、単語の綴りと分かち書きに関する政令N2005-982（マンディンカ語対応）

それぞれのアルファベットは差異は僅少であり、細部が異なるのみである。しかし、彼らは日常生活を送ることで手一杯であり、マンディング諸語のいずれかの変種を正しく読み書きできる者は少数である。ニアメ会議によって導入されたこれらの公式表記法は教育、書記活動、出版において、多くの国で至って広く使用されているが、普及には主として2つの障害がある。1つ目は、ほとんどのコンピューターおよび印刷危惧の基盤となっているヨーロッパ系言語にない文字（ɛ、ŋ、ɲ、ɔ）の使用に関する諸問題である。2つ目は、フランス語と英語で音韻的解釈を全く異にする書記素（j、c、x）の扱いであり、依然として大都市の旧弊を色濃く残す教育システムにおいて、これら書記素の多義性は出版上のバイリンガル化の真の発展を妨げている。この点は、マンディング諸語で書かれた教科書に固有名や頭字語（CEDEAO、CFA、UNICEFなど）が登場するとき、その転写に際して特に問題となる。1966年にバマコで提案されたアルファベットは、これら2つの落とし穴を回避していたことは注目すべきであろう。
| 音素           | /a/ | /b/ | /d/ | /d͡ʒ/ | /ɛ/ | /e/ | /f/ | /g/ | /ɡ͡b/ | /h/ | /i/ | /k/ | /x/ | /l/ | /m/ | /n/ | /ŋ/ | /ɲ/ | /ɔ/  | /o/ | /p/ | /r/ | /s/ | /ʃ/ | /t/ | /t͡ʃ/ | /u/ | /w/ | /j/ | /z/ |
| バマコ1966年式 | a   | b   | d   | dy   | e   | é   | f   | g   | gb   | h   | i   | k   | kh  | l   | m   | n   | nw  | ny  | o    | ó   | p   | r   | s   | sh  | t   | ty   | u   | w   | y   | z   |
| ニアメ1978年式 | a   | b   | d   | j    | ɛ   | e   | f   | g   | gb   | h   | i   | k   | x   | l   | m   | n   | ŋ   | ɲ   | ɔ    | o   | p   | r   | s   | sh  | t   | c    | u   | w   | y   | z   |
| 他例           |     |     |     |      | è   |     |     |     | gw   |     |     |     |     |     |     |     | ng  | ñ   | ò, ö |     |     |     |     |     |     |      |     |     |     |     |

### ンコ文字
1949年にソロマナ・カンテによって開発された。あらゆる言語変種（広義の方言）の話者にとって理解しやすい共通の文語的標準語でマンディング語を表記すべく設計されており、多くの支持を集めつつある。彼はンコ文字を用い、32000語を収録する辞書、歴史や学術に関する書籍等を出版した。詳細は当該項目を参照のこと。

### その他
バンバラ語において、ウォヨ・クルバイ（1910-1982）によってマサバ文字と呼ばれる独自の文字が考案されたが、2024年現在使用は確認されておらず、Unicodeにも未収録である。

## 教育
1996年、非政府組織サヴァンヌ開発は、コートジボワールはコリアに、一部現地語で教育を行う学校「ニエネ統合学校センター（CSIN, Centre scolaire intégré du Niéné）」を設立した。この試験的な施設で、生徒は就学前から小学校1年生の終わりまで、母語に応じてセヌフォ語またはマニンカ語の指導を受けるが、その後はフランス語での学習に移行する。